# 十字大道

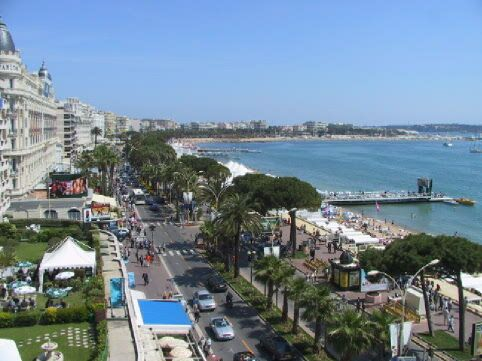
十字大道

十字大道（法語：Promenade de la Croisette）是位於法國坎城的一座主要道路。這條道路位於地中海沿岸，總長大約2公里。坎城影展的主辦地節慶宮就位於十字大道。十字大道沿線還有眾多高級商店、餐廳和賓館。十字大道被列入法國文化遺產。